# Стара кока, добра јуха
„Стара кока, добра јуха” је југословенски ТВ филм из 1967. године. Режирао га је Небојша Комадина а сценарио је написао Александар Поповић.

## Улоге
| Глумац                | Улога |
| --------------------- | ----- |
| Вука Дунђеровић       |       |
| Зоран Ратковић        |       |
| Данило Бата Стојковић |       |
| Милутин Мића Татић    |       |